# Isaac Hayes
Isaac Lee Hayes, Jr. (20 august 1942 – 10 august 2008) a fost un compozitor american, muzician, cântăreț, actor și actor vocal. Hayes a fost una din influențele creative din spatele casei de discuri de muzică soul Stax Records, pentru care a lucrat atât ca compozitor cât și ca producător făcând echipă cu partenerul său David Porter la mijlocul anilor '60. Hayes, Porter, Bill Withers, Sherman Brothers, Steve Cropper și John Fogerty au fost incluși în "Songwriters Hall of Fame" în 2005 ca recunoștință pentru compozițiile realizate atât pentru ei înșiși cât și pentru artști ca Sam & Dave, Carla Thomas și alții.
Hitul "Soul Man" scris de Hayes și Porter și cântat pentru prima dată de Sam & Dave a fost recunoscut ca unul din cele mai influente cântece ale ultimilor 50 de ani de către "Grammy Hall of Fame". De asemenea, cântecul a fost onorat și de către Rock and Roll Hall of Fame, revista Rolling Stone și RIAA ca fiind unul dintre "Cântecele secolului".
La sfârșitul anilor '60, Isaac Hayes a început să și înregistreze muzică lansând o serie de albume soul de succes cum ar fi Hot Buttered Soul (1969) și Black Moses (1971). Pe lângă aceste materiale a compus și muzică pentru film.
Este foarte cunoscut pentru coloana sonoră realizată pentru filmul Shaft (1971). Pentru cântecul "Theme from Shaft", a primit Premiul Oscar pentru cea mai bună melodie originală în 1972. A devenit al treilea afroamerican, după Sidney Poitier și Hattie McDaniel, care a câștigat un premiu Oscar. Pentru aceeași piesă a primit și două premii Grammy în același an. Avea să primească și un al treilea Grammy pentru albumul Black Moses.
În 1992 a fost numit rege onorific al regiunii Ada, Ghana ca recunoștință pentru activitatea umanitară întreținută acolo. Isaac Hayes a jucat și în filme și seriale cum ar fi I'm Gonna Git You Sucka, seria televizată The Rockford Files (1974-1980) în care a interpretat rolul lui Gandolf "Gandy" Fitch. Din 1997 până în 2005 și-a împrumutat vocea personajului Chef din seria animată South Park.
Influențele sale sunt Percy Mayfield, Big Joe Turner, James Brown, Jerry Butler, Sam Cooke, Fats Domino, Marvin Gaye, Otis Redding și trupe de soul psihedelic ca The Chambers Brothers și Sly and the Family Stone. Allmusic.com precizează că Isaac Hayes este responsabil pentru evoluția muzicii disco și rap.

## Discografie

### Albume de studio
- Presenting Isaac Hayes (1967)
- Hot Buttered Soul (iunie 1969)
- The Isaac Hayes Movement (martie 1970)
- ...To Be Continued (noiembrie 1970)
- Black Moses (noiembrie 1971)
- Joy (1973)
- Chocolate Chip (1975)
- Disco Connection (1975)
- Groove-A-Thon (1976)
- Juicy Fruit (1976)
- New Horizon (1977)
- A Man and A Woman (1977 - cu Dionne Warwick)
- For the Sake of Love (1977)
- HotBed (1978)
- Don't Let Go (1979)
- And Once Again (1980)
- Lifetime Thing (1981)
- U-Turn (1986)
- Love Attack (1988)
- Raw and Refined (1995)
- Branded (1995)
- Wonderful (1995)

### Albume live
- Live at the Sahara Tahoe (1973)
- A Man and A Woman (1977 - cu Dionne Warwick)
- Isaac Hayes at Wattstax (1995)

### Albume soundtrack
- Shaft (iulie 1971)
- Three Tough Guys (1974)
- Truck Turner (1974)
- Rugrats in Paris (2000)

### Compilații
- Isaac Hayes - The Polydor Years (2000)
- The Man - The Ultimate Isaac Hayes 1969-1977 (2001)
- Ultimate ISAAC HAYES Can You Dig It? (2005)